# Вилијам Хенри Браг
Сер Вилијам Хенри Браг (енгл. Sir William Henry Bragg, 2. јул 1862 – 12. март 1942) био је британски физичар, хемичар, математичар и активни спортиста који добио Нобелову награду за физику заједно са својим сином Лоренсом Брагом 1915. године, што је јединствен случај у историји. Нобелову награду добили су "за своју службу у анализи кристалне структуре помоћу рендгенских зрака". Минерал брагит је именован по њему и његовом сину. Добио је титулу витеза 1920. године. Члан Краљевског друштва (енг. Royal Society) од 1907, а председник од 1935. до 1940. Најважнија дела: Свет звука (енг. The World of Sound, 1920), Кристално стање (енг. The Crystalline State, 1925), Увод у анализу кристала (енг. An Introduction to Crystal Analysis, 1928), Свемир светлости (енг. The Universe of Light, 1933).

## Биографија

### Младост
Брагг је рођен у Вестворду, близу Вигтона, Камберленд, Енглеска, као син Роберта Џона Брага, официра трговачке морнарице и фармера, и његове супруге Мери рођене Вуд, ћерке свештеника. Када је Браг имао седам година, његова мајка је умрла, а одгајао га је ујак, такође по имену Вилијам Браг, у Маркет Харбору, Лестершир. Образовао се у тамошњој гимназији, на колеџу Кинг Вилијамс на острву Ман, и након што је освојио стипендију, на Тринити колеџу у Кембриџу. Дипломирао је 1884. као трећи студент генерације, а 1885. добио је одликовање прве класе на математичком трипосу.

## Откриће рендгенских зрака
В. К. Рендген објављује 1895. да је у модификованој Круковој цеви открио невидљиве зраке које изазивају флуоресценцију, пролазе кроз материју, те се не отклањају у магнетском пољу. Рендген је те зраке назвао X-зраци због њихове непознате природе. Иако се после показало да су такви зраци већ били уочени у неким експериментима, на пример Никола Тесла их је произвео деловањем електричног поља високе фреквенције, Рендген их је први истражио, применио и шватио њихову природу. Ти се зраци производе у посебним цевима које се зову рендгенске цеви.
Рендген је одмах уочио многе сличности с видљивом светлошћу. Рендгенски зраци се шире у правцима, бацају оштре сене, делују на фотографску плочу и у неким материјама изазивају флуоресценцију. Али по неким својствима чинило се да се разликују од видљиве светлости. Запазио је њихову изванредну продорност, и није их могао фокусирати с лећом у жариште, а експерименти с ломом светлости (рефлексија) и рефракцијом нових зрака нису му успели. Тек када је 1912. Макс фон Лауе доказао да рендгенски зраци могу да дифратују (дифракција), постало је јасно да су они трансверзални електромагнетски таласи, као и видљива светлост, од које се разликују по много краћим таласним дужинама.
Откриће рендгенских зрака настало је с испитивањем катодних зрака. Рендген је 1895. запазио да из места на које падну катодни зраци излазе неки зраци. Нови зраци показују сличне особине с електромагнетским таласима. Они се не могу свинути електричним или магнетским пољима, нису дакле струје наелектрисаних електричних честица. Из ових особина Рендген је закључио да су нови зраци таласи. Касније испитивање потпуно је потврдило ово мишљење. Десет година након Рендгеновог открића успео је Ц. Б. Баркла да произведе поларизоване рендгенске зраке. Поларизација била је знак да су рендгенски зраци трансверзални таласи.
Коначно се то питање могло решити тек открићем интерферентних и дифракционих појава. Међутим, ту су сва настојања остала дуго времена узалудна. Сви оптички апарати показали су се прегруби. Таласна дужина рендгенских зрака морала је бити врло мала. Тад је Макс фон Лауе 1912. дошао на срећну идеју да интерференције изазове проласком рендгенских зрака кроз кристал. У кристалу су атоми поређани у правилним размацима, и такав распоред атома мора деловати као оптичка мрежа на оне таласе којима је таласна дуљина отприлике једнака размаку између атома. Експерименти су потпуно потврдили Лауеова очекивања. Пролазећи кроз кристале, рендгенски зраци бацају сличне дифракционе слике као и видљива светлост кад прође кроз оптичку мрежу. Из саме дифракционе слике може се по законима оптике прорачунати таласна дужина рендгенских зрака, као и размак између атома у кристалној решетки.
Од обичне светлости рендгенски се зраци разликују много мањом таласном дужином. Таласне дужине рендгенских зрака по хиљаду пута су мање од видљиве светлости. Кратка таласна дужина даје рендгенским зрацима велику продорност. Они могу несметано да пролазе кроз танке листиће материје. Тек пролазом кроз дебље слојеве бивају зраци постепено апсорбовани. Апсорпција рендгенских зрака јако зависи од врсте материје. Јаче их апсорбују елементи с већом атомском тежином. Тако олово знатно јаче пригушује рендгенске зраке од лаког водоника или кисеоника. На том својству заснива се примена рендгенских зрака у медицини. Кости живих бића грађене су претежно од калцијума, док се месо састоји понајвише од угљеника, водоника и кисеоника. Будући да калцијум апсорбује рендгенске зраке много јаче од угљеника, водоника и кисеоника, то пролазом кроз организам остављају рендгенски зраци на фотографској плочи слике костију, као и осталих особитих материја, на пример жучних каменаца.
Рендгенски зраци настају ударом катодних зрака на чврсте материје на метале. Кад пролазе поред атомских језгри, електрони бивају закочени, а том приликом емитују светлост. По Максвеловој теорији свако успоравање електричних набоја праћено је емисијом електромагнетских таласа. Што су веће почетне брзине и што су електрони наглије закочени, то продорније рендгенски зраци емитују. Рендгенски зраци који настају кочењем електрона имају континуирано расподељене фреквенције (такозвана бела рендгенска светлост).
У Лауевом експерименту пролази бела рендгенска светлост кроз кристал и оставља на фотографској плочи дифракциону слику. Светле тачке на Лауеовом дијаграму одговарају рендгенским зрацима с тачно одређеном таласном дужином. Пролазећи кроз кристал, није рендгенски зрак сваке таласне дужине способан да интерферира. Кристална решетка „одабира” из континуума таласних дужина оне које се прилагођују просторном распореду њених чворишта. Лауеов експеримент уствари је врло замршен и не да се тако лако одгонетати.
Прегледнији су односи код модификације Лауовог експеримента, коју је извео В. Х. Браг. Ту интерферирају рендгенски зраци, који се „рефлектирају” на кристалу. Кристал нека је тако резан да његова граница тече паралелно с равнима симетрије кристала. Код графита то су равни у којима су атоми густо поређани у правилне шестоуглове. Кад рендгенски зраци падну на кристал, тад се један део рефлектује већ на самој граници, а други део улази у кристал. Тај део опет се делимично рефлектује на првој паралелној равни симетрије кристала, а деломично улази дубље у кристал. На тај начин рефлексирани рендгенски зрак сачињавају они зраци, који су рефлектовани на првој, другој, трећој равни и тако даље. Суперпозицијом тих зрака може се рендгенска светлост ослабити или појачати. Ако је разлика у путевима зрака између две кристалне равни једнака таласној дужини или целом броју таласних дужина, тад се сви рефлектовани зраци састављају с истом фазом, и настаје појачање.
Размак између две равни симетрије може се означити са d. Угао зрака с границом кристала може се означити са θ. Између зрака који се рефлектује на граници кристала и зрака који се рефлектује на првој паралелној равни постоји разлика у путевима једнака 2∙d∙sin θ. Највећа (максимална) јачина (интензитет) рендгенских зрака добија се тамо, где је:
{\displaystyle 2\cdot d\cdot \sin \theta =n\cdot \lambda }
где је: n = 1, 2, 3, …
Због своје велике продорности, рендгенски се зраци рефлектују на великом броју равни, те се знатна јачина (интензитет) добија тамо где је тачно испуњен Брагов услов. Иначе, суперпозицијом мноштва таласа различитих фаза рендгенски зраци се угасе.
Ако се баци бео рендгенски зрак под одређеним углом на кристал, добија се рефлектирани зрак само одређене таласне дужине. Прилике су ту сличне Лауеовом експерименту. Предност Браговог метода види се јасно тек кад се узму монохроматски рендгенски зраци. Угао θ, под којим падају рендгенски зраци на кристал, може се у експерименти лако мењати. Кад рендгенски зрак одређене таласне дужине падне на кристал, опазиће се рефлексија само код одређених углова θ. Ти углови одговарају Браговом услову за n = 1, 2, 3, … и тако даље. Мотрећи ове одређене углове рефлексије, може се измерити таласна дужина рендгенских зрака или размак између равни у кристалу. На овај начин одредио је Браг први пут размак између атома у кристалу кухињске соли.
На основу Браговог услова могу се изградити посебни апарати за мерење рендгенских спектара. Често се употребљава рендгенски спектрограф с кристалом који се врти. Кроз уски отвор баци се на кристал оштри сноп рендгенских зрака. Вртњом кристала мења се угао θ. Ако се користе рендгенски зраци тек неколико таласних дужина, та се рефлексија опажа само код неких одређених углова кристала. Кад се користи белу рендгенска светлост, осветљење филма даје спректралну расподелу енергије на таласне дужине.
Једну другу методу за испитивање кристалних структура помоћу рендгенских зрака пронашли су П. Деби и П. Х. Шерер. Њихов метода у неку руку је супротан од Лауеовог експеримента. Док Лауе пушта белу рендгенску светлост кроз правилни кристал, Деби и Шерер дошли су на идеју да монохроматске рендгенске зраке пусте кроз збијену кристалну прашину. Она се састоји од мноштва ситних кристала, који су насумце разбацани у свим смеровима. Пролазе ли монокроматски рендгенски зраци кроз мноштво кристала, наићи се на низ кристалних равни, код којих је испуњен Брагов услов. Овде крисал „не бира” одређене таласне дужине, као код Лауеовог експеримента, него монокроматска светлост „бира” кристале, на којима се може рефлектовати. Тих кристалића има у хаотичном мноштву увек довољан број да се добије мерљива јачина (интензитет) рендгенских зрака. Предност је Деби-Шерерове методе у томе што јој нису потребни велики правилни кристали.
Рендгеноскопским методама осветљена је структура чврстог тела. Кристална решетка са свом геометријском правилношћу одражава се у рендгенској светлости. И поред тога може се на основу рендгенских снимака добити увид у структуру јона или молекула који изграђују кристалне решетке. Рендгеноскопске методе постају све више једно од најмоћнијих средства хемичара за проучавање материје.

## Дела
- William Henry Bragg, William Lawrence Bragg, "X Rays and Crystal Structure", G. Bell & Son, London, 1915.
- William Henry Bragg (1920). The World of Sound.
- William Henry Bragg (1925). The Crystalline State. – The Romanes Lecture for 1925. Oxford
- William Henry Bragg (1925). Concerning the Nature of Things.
- William Henry Bragg (1926). Old Trades and New Knowledge.
- William Henry Bragg (1928). An Introduction to Crystal Analysis.
- William Henry Bragg (1933). The Universe of Light.